# السيانتولوجيا والقانون
انخرطت كنيسة السيانتولوجيا أو ما يُعرف بالعلموية في العديد من النزاعات القضائية في جميع أنحاء العالم. في بعض الحالات، عندما بدأت الكنيسة تلك النزاعات، دارت الكثير من التساؤلات حول دوافعها. يقول أتباع كنيسة السيانتولوجيا أن استخدامها للنظام القانوني ضروري لحماية ملكيتها الفكرية وحقها في حرية التدين. يقول النقاد أن معظم المطالبات القانونية للمنظمة موضوعة لتضييق الخناق على منتقديها وممارستها لأساليب أعمال مكررة.
على مر السنين منذ تأسيسها، بلغ عدد الدعاوى القانونية التي رفعتها كنيسة السيانتولوجيا ضد الصحف والمجلات ووكالات الحكومة (بما في ذلك وحدة جمع الضرائب في الولايات المتحدة) والأفراد آلاف الدعاوى. في عام 1991، قدرت مجلة تايم أن الكنيسة تنفق متوسط نحو 20 مليون دولار سنويًا على مختلف الإجراءات القانونية، وهي العميل الوحيد لعدة مكاتب قانونية. وفقًا لمذكرة قرار لمحكمة منطقة الولايات المتحدة في عام 1993، فإن أعضاء الكنيسة السيانتولوجية «أساؤوا استخدام النظام القضائي الفيدرالي من خلال استخدامه، بين أمور أخرى، لتدمير خصومهم بدلًا من حل نزاع حقيقي حول قانون العلامات التجارية أو أي قضية قانونية أخرى. يُعتبر ذلك «سلوكًا غير اعتيادي وشريرًا ومتهورًا ومستبدًا». من الواضح تمامًا أن المشتكين سعوا إلى ترويع المدعى عليهم من الأفراد وتدمير المدّعين على الكنيسة من خلال الدعاوى المفرطة وتكتيكات الدعاوى القضائية المشكوك بها. لم ير المشرف القضائي الخاص مثالًا أوضح على التقاضي بسوء نية من هذا القبيل قط. صنفت مثل هذه القرارات كنيسة السيانتولوجيا من المقاضين المزعجين بشكل مستمر. تشمل النزاعات القانونية التي بدأتها السيانتولوجيا ضد أعضائها السابقين أو وسائل الإعلام أو الآخرين:
• حالات التمييز الديني، بما في ذلك الاعتراف بها منظمة دينية.
• حالات انتهاك حقوق التأليف والنشر. الوثائق الدينية لكنيسة السيانتولوجيا محمية بحقوق التأليف والنشر، والعديد منها متاحة فقط للأعضاء الذين يدفعون مقابل مستويات أعلى من الدورات والتدقيق.
• حالات التشهير والقذف.
في الماضي، اضطلعت الكنيسة في قضايا جنائية (مثل الولايات المتحدة ضد هابارد)، ولكن أعضاء الكنيسة السابقين بدأوا على نحو متزايد برفع الدعاوى القانونية ضد الكنيسة، مثل:
• الاتجار بالبشر والعمل القسري (قضية كلير ومارك هيدلي ضد كنيسة السيانتولوجيا الدولية).
• الاحتيال والتضليل.
• التشهير (قضية هيل ضد كنيسة السيانتولوجيا في تورونتو).

## التقاضي من أجل الاعتراف الديني
تسعى كنيسة السيانتولوجيا نحو هدف واحد وهو أن يُعترف بها ديانة أو جمعية خيرية غير ضريبية، وواجه هذا الهدف مقاومة من حكومات عدة، إذ أُرغمت كنيسة السيانتولوجيا على اللجوء إلى المحاكم بنتائج متفاوتة. على سبيل المثال، استغرق الاعتراف بالسيانتولوجيا ديانة في نيوزيلندا قانونيًا مدة 48 عامًا وعدة دعاوى قضائية. في عام 1999، رفضت المملكة المتحدة طلب الكنيسة الحصول على وضع الجمعية الخيرية والفوائد الضريبية المرتبطة بها. قدمت كنيسة السيانتولوجيا طلبًا للحصول على استثناء ضريبي في كندا في عام 1998، والذي قوبل بالرفض في عام 1999، ولم تُسجَّل جمعية خيرية حتى عام 2009. في النمسا، انسحبت المنظمة من طلب تسجيلها باعتبارها «جماعة دينية». وصفت بعض الحكومات الكنيسة بأنها طائفة. اتهمت حكومات ألمانيا وبلجيكا كنيسة السيانتولوجيا بانتهاك حقوق الإنسان لأعضائها وبالتالي وصفتها بأنها «طائفة استبدادية» ومؤسسة تجارية. في عام 1995، صنف تقرير برلماني في فرنسا الكنيسة على أنها «طائفة خطيرة». في روسيا، رفضت الحكومة النظر في تسجيل كنيسة السيانتولوجيا منظمة دينية، ما جعلها في موضع مواجهة إجراءات قضائية أمام المحكمة الأوروبية لحقوق الإنسان في قضية كنيسة السيانتولوجيا في موسكو مقابل روسيا.

## لافاييت رونالد هوبارد والدعوى القضائية
يذكر النقاد أن الهدف من دعاوى كنيسة السيانتولوجيا هو تدمير خصوم الكنيسة من خلال إرغامهم على التخلي عن الدعاوى أو دفع الديون، باستخدام مواردها لمتابعة الدعاوى القضائية التافهة بتكلفة كبيرة على المدعى عليهم. في ذلك، يلفتون الانتباه بشكل خاص إلى بعض البيانات الجدلية التي أدلى بها مؤسس الكنيسة، لافاييت رون هوبارد، في خمسينيات القرن العشرين وستينياته.
في عام 1994، جرى تغريم المحامية هيلينا كوبرين التابعة لكنيسة السيانتولوجيا مبلغ 17,775 دولارًا أمريكيًا لتقديم دعوى قضائية تافهة. استشهدت قاضي محكمة منطقة الولايات المتحدة، ليوني برينكيما، ببيان متكرر كثيرًا أدلى لافاييت رون هوبارد به حول هذا الموضوع في القضية بين مركز التكنولوجيا الدينية وجريدة واشنطن بوست في 28 نوفمبر 1995.
«إن الغرض من الدعوى القضائية هو الترويع والتخويف بدلًا من الفوز. يمكن استخدام القانون بسهولة للترويع، ويكفي الترويع بما فيه الكفاية للإضرار بشخص ما يكون ضعيفًا بالفعل، ويعلم تمامًا أنه غير مفوض، وسيكون عادة كافيًا للقضاء على مهنته، إذا كان ذلك ممكنًا، بالطبع، سيجري تدميره بشكل تام».
-لافاييت رون هابارد، السيانتولوجي، دليل على نشر المواد، 1955
يزعم النقاد كذلك أن الكنيسة تستخدم التقاضي وسيلة لتغطية على تكتيكات الترهيب، مثل التحقيق في السجلات الجنائية (أو عدم وجودها) للخصوم وتعريضهم للمراقبة والاستفتاءات المُعتديَة، سواءً لتثبيط المزيد من الانتقاد أو لضمان عدم استعداد الخصم لمواجهة الدعوى القانونية. يرد في إحدى رسائل السياسة التي أصدرها لافاييت رون هوبارد في أوائل عام 1966:
«هذه هي التدابير الصحيحة التي يجب اتخاذها:
1. تحديد من يهاجمنا.
2. البدء في التحقيق فيما يتعلق بهم على الفور بحثًا عن جرائم جنائية أو أسوأ بتوظيف عملاء محترفين خاصين، وليس وكالات خارجية.
3. تصعيد الرد عبر القول بأننا نرحب بالتحقيق في شؤونهم.
4. البدء في نشر أدلة واقعية تتعلق بجرائم الجنس والدماء عند المهاجمين للصحافة.
لا تستهن أبدًا في مواجهتنا أو تحقيق خاص بنا. اجعل الأمور صعبة، صعبة على المهاجمين طوال الطريق».
يستشهد نقاد كنيسة السيانتولوجيا بهذا المقطع، بالإضافة إلى غيره من المراسيم المعروفة جيدًا (مثل مذهب اللعب النظيف الموثق على نحو واسع)، لدعم مزاعمهم بأن الكنيسة تستخدم تكتيكات التشهير لزيادة فعالية التهديدات القانونية.